# Львівський аквапарк
Львівський Аквапарк «Пляж» — найбільший критий аквапарк на заході України, поєднує в собі розважальний, спортивний та оздоровчий відпочинок. Загальна площа центру водних розваг сягає 13,5 тис. м², площа самого ж аквапарку 8,5 тис. м². Належить ТОВ «Комплекс водних видів спорту»
Адреса: місто Львів, вулиця Княгині Ольги, будинок 114.

## Історія
Первісна будівля «Палацу водних видів спорту» була частиною громадського центру південного житлового району Львова. Зведена у 1980-х роках за проектом Зеновія Підлісного, Василя Каменщика та Юлії Верблян. Тут було влаштовано 50-метровий плавальний та навчальний басейни, а також басейн для стрибків у воду. Реконструкцію за проектом Ярослава Мастила завершено 2008 року. Відкриття приурочено до початку літньої олімпіади в Пекіні. 14 грудня 2011 року за проект реконструкції аквапарку автора було удостоєно обласною премією в галузі архітектури.
Власником аквапарку називав себе депутат Львівської міської ради Андріян Гутник, хоч формально він був лише головою наглядової ради. У документах власниками значились інші особи. 2014 року він був звільнений з посади і згодом зовсім покинув наглядову раду.
2014 року Господарський суд Львівської області розпочав процедуру банкрутства власника аквапарку — ПАТ «Комплекс водних видів спорту», який заборгував 144 млн 917 тис. гривень. Основними кредиторами є Кредобанк (понад 100 млн) і банк «Форум» (40 млн). Керуючим санацією суд призначив Андрія Надлонка. Паралельно, від 2013 існує ТЗоВ  «Комплекс водних видів спорту» з тією ж адресою реєстрації і телефонами.

## Технічні характеристики
В аквапарку є:
- розважальна зона — містить 10 екстремальних гірок різного рівня складності та довжини;
- спеціальна зона для дітей із басейном, гірками, гідромасажерами та водним атракціоном «Грибочком»;
- басейн із протитечією
- 50-метровий спортивний басейн, має 8 доріжок, його глибина 2,8 м, найбільший у Західному регіоні[1];
- розважальний басейн із гідромасажерами;
- Зона "Релакс" яка містить: Римську парну, Фінську сауну, Руську лазню, Інфрачервону сауну, Арома лазню та джакузі;
- фітнес-центр "ПЛЯЖ".  Який має 3 зали для занять атлетикою та груповими фітнес напрямками.
- власна сертифікована хімічна лабораторія "АКВАлаб" http://www.aqualab.com.ua/uk/domashnja.html [Архівовано 11 жовтня 2019 у Wayback Machine.]

Середня пропускна здатність - 5 тис. осіб на добу. Одночасно аквапарк може вмістити до 1 тис. осіб. Басейни аквапарку обладнані сучасними системами очистки води, що було досягнуто завдяки розробленій комп'ютерним моделюванням системі безпеки. 
Хіміки-лаборанти перевіряють стан води кожних 3 години.

## Розважальна і оздоровча діяльність
В аквапарку проводяться:

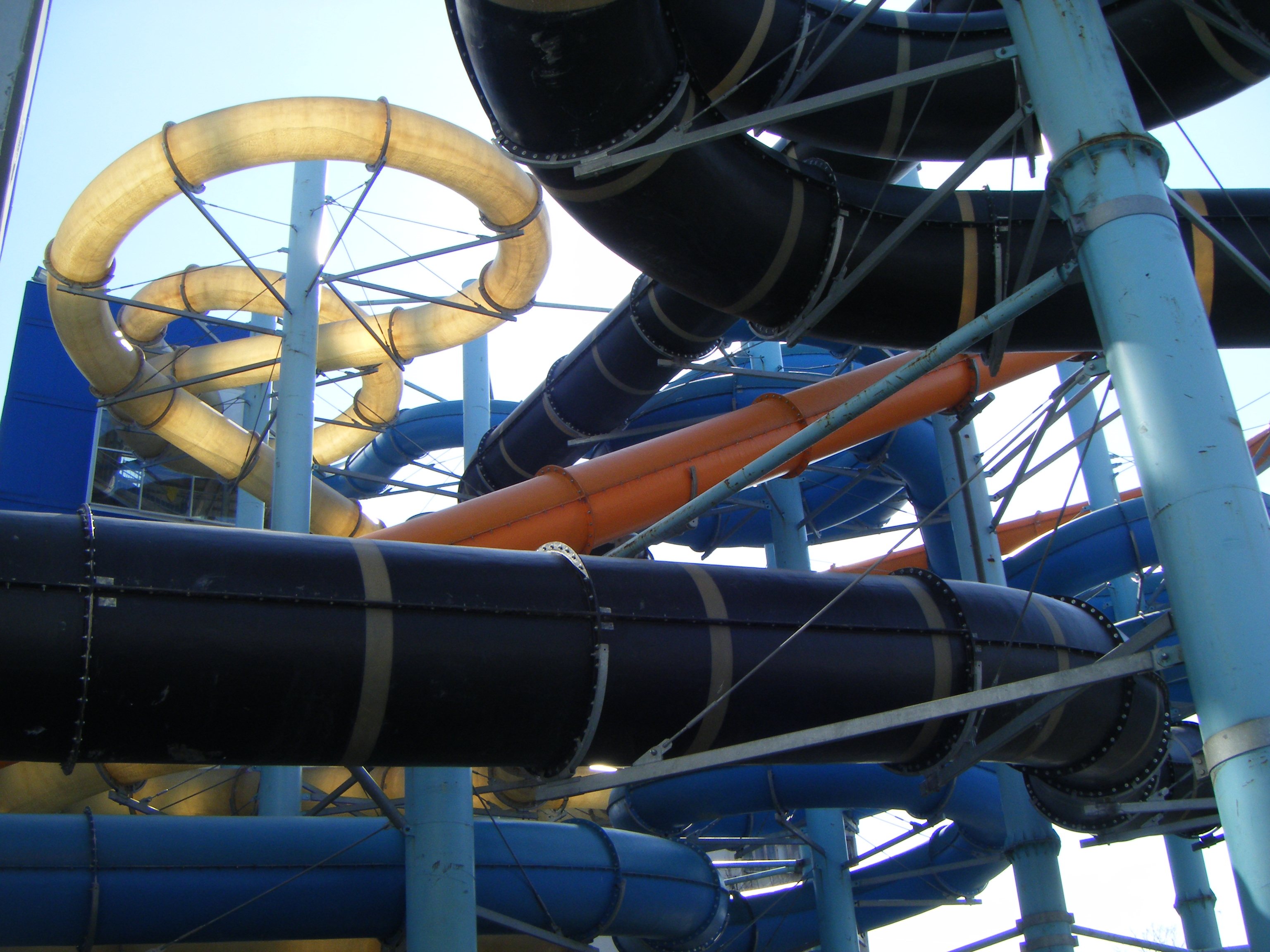
Розважальні атракціони

- спортивні, оздоровчі та розважальні програми;
- аеробіка та аквааеробіка;
- бейбі плавання;
- плавання;

Заклад працює з 7:00 до 22:00 щодня:
- водні атракціони — 16:00—21:45 (понеділок), 10:00—21:45 (субота—неділя та на шкільні канікули);
- фітнес-зал — 10:00—22:00 (понеділок—субота), 10:00—18:00 (неділя).